# CB Girona
Club Bàsquet Girona ist ein spanischer Basketballverein aus Girona in Katalonien. Sie spielten von 1987/88 bis 2007/08 in der Liga ACB.

## Geschichte
Der Basketballverein wurde 1962 als Club Bàsquet Sant Josep gegründet. 1987 stieg die Mannschaft in die oberste, spanische Liga auf, nachdem diese auf 24 Teams aufgestockt wurde. 1991 mussten sie die Verbleibrechte in der Liga von CB Granollers aufkaufen.
Der Verein spielt seit 1993 im Palau Girona-Fontajau, welche eine Zuschauerkapazität von 5.050 hat.
Girona nahm dreimal in der Vereinsgeschichte am Korać-Cup teil (1989/90, 1999/2000 und 2000/01). In der Saison 2007/08 gab Akasvayu Girona sein ULEB-Cup-Debüt, nachdem die Mannschaft 2007 den FIBA EuroCup gewinnen konnte, und zogen auch prompt in das Cup-Finale ein, das jedoch mit 54:79 gegen DKV Joventut Badalona verloren ging.
Im Juli 2008 gab der Verein bekannt, in der Saison 2008/09 weder am Spielbetrieb des Eurocup (zuvor ULEB Cup) noch der spanischen Liga teilnehmen zu können. Als Grund wurde angegeben, dass der Klub nicht die ökonomischen Standards aufgrund kritischer, finanzieller Umstände erfüllen könne, um an den Wettbewerben teilnehmen zu können. Obwohl man nicht auf höchster Ebene wettbewerbsfähig ist, wird der Verein trotzdem weiter existieren und sich zunächst auf Jugendwettbewerbe konzentrieren.

## Vereinsnamen
Der Vereinsname wird nach dem Sponsorennamen verändert:
| - 1987–1998: Valvi Girona (Sponsor: Valvi Supermercats) - 1998–1999: Girona Gavis (kein Sponsor) - 1999–2005: Casademont Girona (Sponsor: Casademont) - 2005–2008: Akasvayu Girona (Sponsor: Akasvayu) |